# Chris Morgan
Chris Morgan, född den 15 december 1982 i Adelaide i Australien, är en australisk roddare.
Han tog OS-brons i scullerfyra i samband med de olympiska roddtävlingarna 2012 i London.
Vid de olympiska roddtävlingarna 2016 i Rio de Janeiro tävlade Morgan i dubbelsculler där han tillsammans med David Watts slutade på en sjundeplats efter att ha vunnit B-finalen.